# تادئوس ترویانوفسکی
تادئوس ترویانوفسکی (لهستانی: Tadeusz Trojanowski; ۱ ژانویهٔ ۱۹۳۳ – ۱۰ فوریهٔ ۱۹۹۷) کشتی‌گیر اهل لهستان بود.